# Bromid kobaltnatý
Bromid kobaltnatý (CoBr2) je anorganická látka. V bezvodé formě má zelenou barvu, hexahydrát je červený. Využívá se hlavně jako katalyzátor v mnoha procesech.